# Ануфриев, Алексей Никитич
Алексе́й Ники́тич Ану́фриев (латыш. Aleksejs Ņikitas Anufrijevs; 1911, Рига — 1945) — латвийский баскетболист, чемпион Европы 1935 года.

## Биография
На клубном уровне с 1929 по 1934 год выступал за ЛВКА, а с 1935 по 1939 год играл за «Старт». С каждой из команд по одному разу становился чемпионом Латвии (1933 — ЛВКА, 1938 — «Старт»).
В составе сборной Латвии сыграл 15 матчей. На победном для латвийцев первом в истории чемпионате Европы 1935 года был одним из лидеров сборной, в 3 матчах набрал 24 очка. В финале против сборной Испании набрал только 2 очка, но довёл счёт в стартовом отрезке матча до 8:0 в пользу Латвии; в итоге прибалты победили 24:18. На домашнем чемпионате Европы 1937 года набрал 11 очков в 4 матчах. Входил в состав сборной Латвии на Олимпийских играх 1936 года, но ни в одном матче участия не принял.

## На фронтах Второй мировой войны
С ноября 1944 года, после освобождения Риги, служил в Красной Армии. Погиб в апреле 1945 года в Курляндском котле, согласно официальным документам — пропал без вести.